# Circeaster loisetteae
Circeaster loisetteae är en sjöstjärneart som beskrevs av Christopher Mah 2006. Circeaster loisetteae ingår i släktet Circeaster och familjen ledsjöstjärnor. Inga underarter finns listade i Catalogue of Life.